# ITunes Festival: London 2010 (Scissor Sisters)
iTunes Festival: London 2010 è un EP del gruppo musicale statunitense Scissor Sisters. L'album è stato registrato all'iTunes Festival nel luglio 2010 a Londra. È stato pubblicato sull'iTunes Store il 15 luglio 2010.

## Tracce
1. Laura – 3:46
2. Running Out – 3:00
3. Take Your Mama – 4:38
4. Fire with Fire – 4:21
5. I Don't Feel Like Dancin' – 4:38
6. Invisible Light – 6:06